# Abacistis hexanoma
Abacistis hexanoma is een vlinder van de familie van de stippelmotten (Yponomeutidae), uit de onderfamilie van de Yponomeutinae. De wetenschappelijke naam van deze soort is voor het eerst voorgesteld door Edward Meyrick in een publicatie uit 1913.
De soort komt voor in Zuid-Afrika.